# Haplochromis guiarti
Haplochromis guiarti is een straalvinnige vissensoort uit de familie van de cichliden (Cichlidae). De wetenschappelijke naam van de soort is voor het eerst geldig gepubliceerd in 1904 door Jacques Pellegrin.
Deze soort werd verzameld door Charles Alluaud in de golf van Winam (toen nog gekend als de baai van Kavirondo), in het noordoosten van het Victoriameer.